# أحد (اسم)
أحد هو اسم عربي يعطى [ للذكور]. يستخدم بشكل كبير من قبل العرب والمسلمين و بعض اليهود. ويستخدم كاسم و كلقب. ومعنى أحد المنفرد، وهو أيضأ اسم من أسماء الله الحسنى ، ومعناه : الفرد الذي لا شبيه له ولا نظير ، المُنفرِد بوحدانيَّته في ذاته.

## الأسماء
- آحاد هعام
- الطائر بن لا أحد